# Матвеев, Иван Сергеевич
Ива́н Серге́евич Матве́ев (16 января 1925, Большое Пызаково, Марийская автономная область — 30 апреля 1994) — советский марийский театральный актёр. Заслуженный артист РСФСР (1978), Народный артист Марийской АССР (1970).

## Биография
Родился 16 января 1925 г. в д. Большое Пызаково (Кугу Пызак) в крестьянской семье. Рано осиротел, шестерых детей поднимала одна мать. После окончания школы-семилетки в 1939—1942 гг. учился в Новоторъяльском педучилище. В 1942—1945 гг. проходил службу в Красной Армии: окончил пехотное училище (г. Скопин), в боевых действиях не участвовал. После демобилизации в 1945 году работал продавцом сельпо, воспитателем детского дома (ст. Тинская, Красноярский край).
В 1950 году по направлению Управления по делам искусств при Совмине МАССР И. Матвеев поступил на 2-й курс актёрского отделения Ленинградского театрального института им. А. Н. Островского, в мастерскую заслуженного деятеля искусств РСФСР профессора Л. Ф. Макарьева. В 1954 году после окончания учёбы был принят в труппу Марийского государственного театра им. М. Шкетана, на сцене которого актёр проработал сорок лет, сыграв более ста ролей.
С первых ролей И. Матвеев определился как актёр героико-романтического плана. Его сценическая биография связана с воплощением образов положительных героев, идейных борцов за счастье народа, людей справедливых и сильных. Создание подобных образов требует от актёра особых сценических приемов раскрытия внутренней динамики характера, умения передать за внешней сдержанностью пульсирующую мысль. Мощный внутренний темперамент актёра И. Матвеева раскрылся в образах вождя марийских повстанцев Акпатыра в одноимённой драме С. Чавайна (1956), красноармейца Эчея (С. Чавайн «Марий рото» / «Марийская рота», 1957), Иосифа Макарова, героя одноимённой драмы Н. Ильякова (1957), бунтаря Сакара (М. Шкетан «Эренгер», 1967) и другие.
Широкий творческий диапазон актёра, владение различными стилевыми манерами игры обусловили создание на сцене ярких узнаваемых типов социальных героев: бесхитростных, простоватых деревенских парней — колхозный механик Аркадий (А. Волков «Илыш йолташ» / «Подруга жизни», 1961), комбайнёр Камаев (Н. Арбан «У муро» / «Новая песня», пост. 1953) и др.; кулаков-мироедов — Самсонов Пётр (С. Чавайн «Мӱкш отар» / «Пасека»), Ози Кузи (С. Николаев «Салика») и др.; плоть от плоти земли крестьян с нелёгкими судьбами — Савлий (М. Шкетан «Ачийжат-авийжат!..» / «Эх, родители!..», 1981), Муканай (С. Чавайн «Акпатыр», 1987) и другие.
Яркая индивидуальность актёра способствовала творческим поискам современных марийских драматургов. Нередко он становился их соавтором, углубляя и раздвигая пространство роли, делая её в рамках идеи пьесы и замысла режиссёра более значительной и достоверной. К числу таковых относятся роли композитора Андрея Боброва («Кӱрылтшӧ сем» / «Прерванная мелодия», 1964), Ялантая («Аксар ден Юлавий», 1975) — в пьесах К. Коршунова, Эшкинина («Тошто таҥ» / «Старый друг», 1965), Карпова («Онтон», 1972) — в драмах М. Рыбакова, Пакия — в драме В. Регеж-Горохова «Кугезе муро» («Песня предков», 1979) и другие.
За годы работы в театре И. Матвеев создал множество сложных драматических характеров, каждый из которых индивидуален и самобытен. Не было ни одного этапного спектакля в репертуаре Маргостеатра, в котором бы не был занят (чаще всего в главной роли) И. Матвеев. В образе Имре Шебёка (И. Шаркади «Йомдарыме пиал» / «Потерянный рай», 1971), пожилого венгерского интеллигента, актёр подчеркнул богатство его внутреннего мира и неоднозначность личности. Используя особые приёмы брехтовского театра, в образе священника он раскрыл моральное падение человека, сломленного войной (Б. Брехт «Вуянче ава ден шочшыжо-влак» / «Мамаша Кураж и её дети», 1975). Актёру был созвучен и близок характер мудрого грузинского крестьянина Агабо Бокверадзе (О. Иосселиани «Орва кумыкталтын» / «Арба перевернулась», 1985) и т. д.
Такие роли, как Хозяин (А. Кицберг «Вувер ӱдыр» / «Оборотень», 1969), Павлин (М. Горький «Егор Булычов и другие», 1968), Вожак (Вс. Вишневский «Оптимистическая трагедия», 1980), Илья (А. Пудин «Пыжаш» / «Очаг», 1990), Король Лир в одноимённой трагедии У. Шекспира (1984) и др. стали свидетельством таланта и зрелого мастерства актёра.
Скончался 30 апреля 1994 года после продолжительной болезни.

## Признание
- В 1960 году за большой вклад в дело развития марийского театрального искусства И. С. Матвееву было присвоено почётное звание «Заслуженный артист Марийской АССР», а в 1970 г. — «Народный артист Марийской АССР».
- В 1978 году И. С. Матвеев был удостоен почётного звания «Заслуженный артист РСФСР».
- Труд актёра был отмечен почётными грамотами Президиума Верховного Совета МАССР, Министерств культуры РСФСР и МАССР.